# Barriera corallina di Apo
La barriera corallina di Apo (Apo Reef) è un sistema corallino nelle Filippine situato nelle acque occidentali della provincia di Mindoro Occidentale, nello stretto di Mindoro. Esteso lungo 34 chilometri quadrati, è il secondo sistema corallino continuo più lungo al mondo e il più largo del paese. La barriera e le acque che la circondano sono aree protette nella zona amministrata come Parco naturale della barriera corallina di Apo. È uno dei luoghi più conosciuti e popolari per il diving in tutta la nazione.
L’Apo Reef arriva fino a 15 miglia nautiche (28 km) ad ovest della più vicina costa dell'isola Filippina di Mindoro. È separata dall'isola principale dall'Apo East Pass dello stretto di Mindoro.